# Александр Варго
Алекса́ндр Варго́ — псевдоним российской группы писателей, работающих в жанре психологического хоррора, мистики и ужасов. Первым и основным автором проекта «А.Варго» является писатель Сергей Демин (Давиденко), принесший данному бренду узнаваемость и популярность. В дальнейшем под псевдонимом «А.Варго» стали публиковаться и другие писатели.

## Деятельность
В начале 2008 г. издательство Эксмо запустило новую серию под названием MYST. Черная книга 18+, в которой до декабря того же года выходили романы единственного автора — Александра Варго (позднее к нему присоединились Михаил Вершовский и Алексей Атеев). Каждая книга представляла собой попытку перенести на российскую почву традиционные для западного хоррора (включая сплаттерпанк и слэшер) сюжеты. К настоящему времени вышло более тридцати романов. В 2014 году издательство Эксмо на волне популярности к творчеству А.Варго выпустило книжную серию «Horror. Книга, леденящая кровь», состоящую из пяти уже изданных ранее романов Сергея Демина (почти все книги вышли под новым названием)..
«Александр Варго» — всего лишь псевдоним, обозначение издательского проекта, над которым работает группа авторов. Хедлайнером проекта «Александр Варго» является писатель Сергей Демин (поклонники бренда называют его «Александр Варго № 1»). Настоящая фамилия «главного Варго» — Давиденко.
С 2013 года коллективный бренд «Александр Варго» получил новое развитие — проект был расширен и часть книг стала выпускаться сборниками под заголовком «Александр Варго и Апостолы Тьмы», где помимо авторов под псевдонимом «А.Варго» публикуются молодые писатели «новой волны хоррора».
С 2016 года в изданиях книг под псевдонимом "Александр Варго" фигурирует только Сергей Демин (Давиденко). Если новинки включают в себя произведения других авторов, то книги выпускаются под заголовками "Александр Варго и Апостолы Тьмы" или "Александр Варго рекомендует". Как правило, в сборниках обязательно присутствует произведение Демина малой формы (рассказы, повести).

### Переизданные произведения
- 2014 Диггер по прозвищу «Жгут»(переиздание романа «Нечто»)
- 2014 Они не поверили (переиздание романа «Дикий пляж»)
- 2014 Льдинка (переиздание романа «Льдинка»)
- 2014 Ожившие (переиздание романа «Полночь»)
- 2014 Парализованная (переиздание романа «Приют»)

## Экранизации
В 2018 году по книге Александра Варго был снят одноимённый фильм «Проводник», который был номинирован на 2 награды .
В 2023 году по одноимённой книге был снят авантюрно–криминальный сериал «Блеск», который стал официальным сериалом российского онлайн–кинотеатра «Иви».